# Pierre Carlier (basket-ball)
Pour les articles homonymes, voir Pierre Carlier.
Pierre Carlier, né le 3 décembre 1915, est un joueur suisse de basket-ball.